# 마춘
마춘(아르메니아어: մածուն) 또는 마초니(조지아어: მაწონი)는 아르메니아와 조지아 등 캅카스에서 먹는 발효 유제품이다. 요거트와 유사하지만, 락토바킬루스 아키도필루스(Lactobacillus acidophilus) 균을 이용해 발효한다.

## 같이 보기
- 산유